# Африканский буйвол
Африка́нский бу́йвол, или чёрный буйвол, кафрский буйвол (лат. Syncerus caffer) — вид быков, широко распространённый в Африке. Будучи типичным представителем подсемейства быков, африканский буйвол, однако, весьма своеобразен и выделяется в отдельный род Syncerus с единственным видом (это также единственный из подсемейства быков, обитающий в Африке).
Это один из крупнейших современных быков. Масса взрослых самцов крупных подвидов иногда доходит до 900—1000 кг, а экземпляры массой 700 кг — не редкость. Изредка встречаются старые быки массой до 1200 кг. Высота в холке у взрослых самцов — до 1,8 м, чаще 1,5—1,6 м, при длине тела 3—3,4 м. При этом некоторые подвиды африканского буйвола значительно меньше по размерам. Кроме того, лесные буйволы значительно меньше обитающих в саванне.
Популяция буйволов в Африке сохранилась, по сравнению с поголовьем других крупных животных континента, достаточно хорошо, хотя испытывает сильное давление со стороны человека.

## Внешний вид

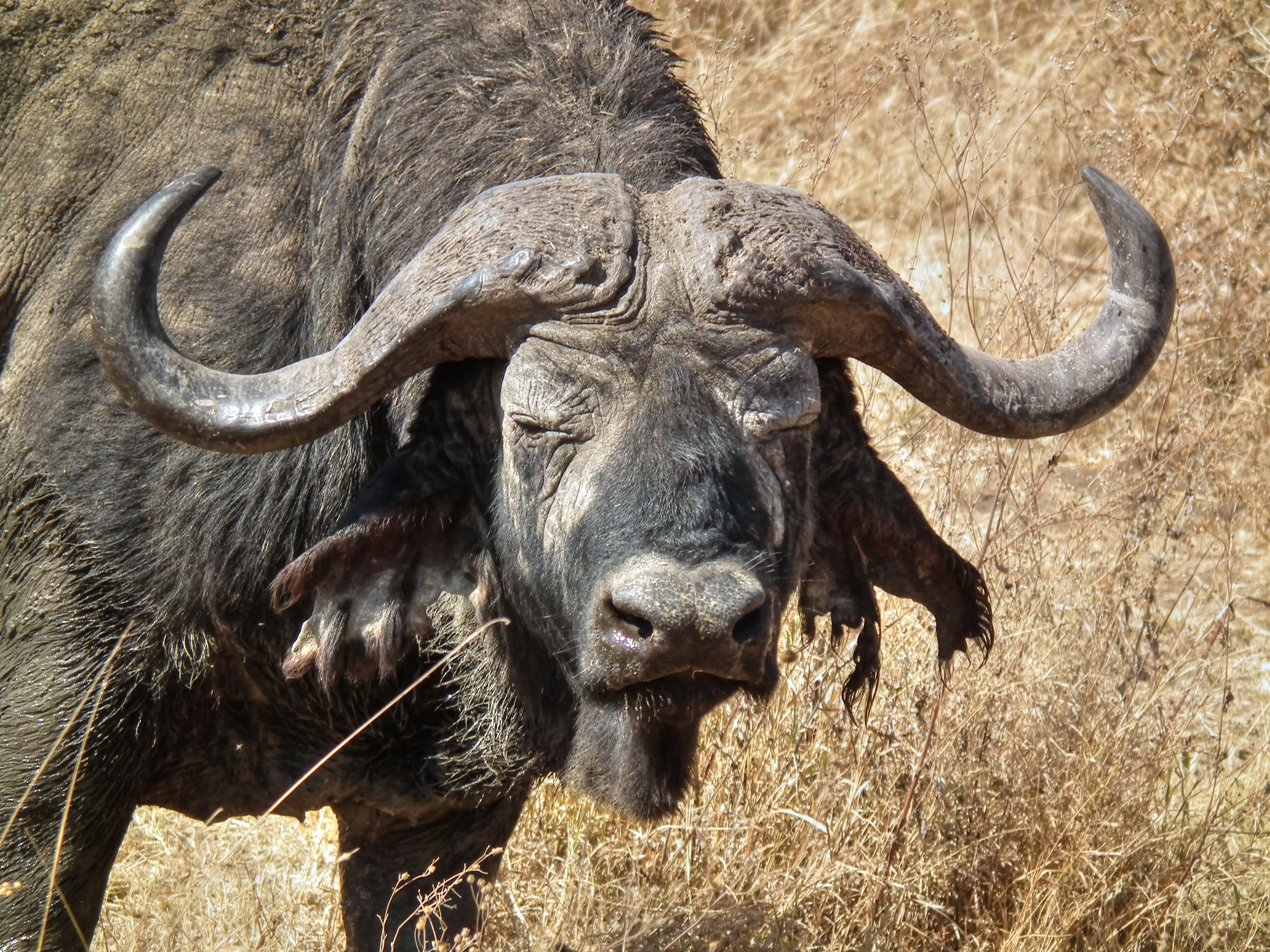
Рога африканского буйвола образуют мощный щит на лбу (старый бык в Танзании)

Африканский буйвол покрыт редкой грубой шерстью чёрного или тёмно-серого цвета, через которую просвечивает тёмная кожа. Шерсть с возрастом редеет; у старых быков вокруг глаз иногда появляются белёсые круги. Телосложение буйвола плотное, мощное — при высоте в холке в среднем меньше, чем у индийского буйвола, африканский весит в среднем больше. У африканского буйвола голова посажена низко — её верх находится ниже линии спины. Передние копыта буйвола шире задних, что связано с необходимостью выдерживать массу передней части тела, которая мощнее задней. У буйвола длинный хвост с кистью волос на конце; уши большие и широкие, с оторочкой из длинной шерсти.

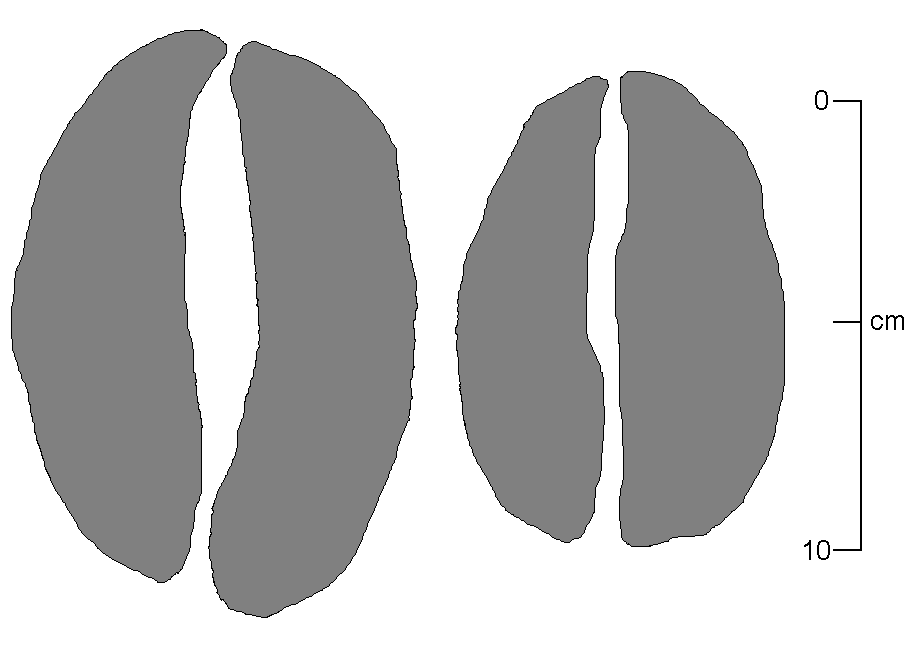
Отпечатки копыт буйвола. Слева — след переднего копыта, который заметно больше заднего

Как и у большинства крупных полорогих, у африканского буйвола хорошо выражен половой диморфизм — самки существенно меньше самцов. Помимо размера они отличаются менее мощным телосложением, более короткими и тонкими рогами, а иногда и окрасом — они часто более рыжего оттенка.

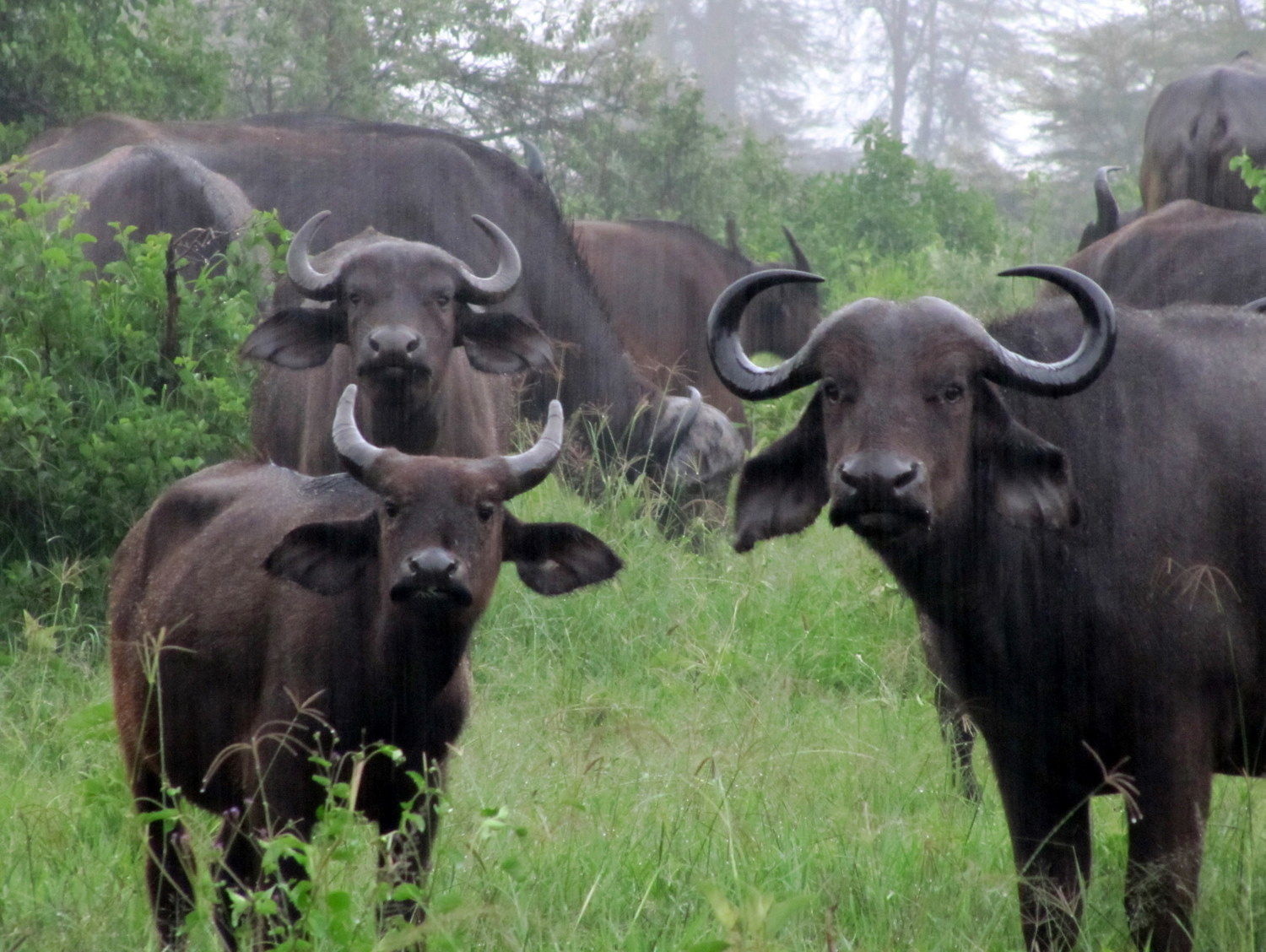
Молодые буйволы (национальный парк Лейк-Накуру, Кения)

Рога африканского буйвола очень своеобразны. Характерной их особенностью является то, что у взрослых быков основания рогов на лбу срастаются, образуя нечто вроде сплошного костного щита, который не всегда может пробить даже винтовочная пуля. От основания рога расходятся в стороны, затем загибаются вниз, а потом плавным изгибом изгибаются вверх и внутрь. Расстояние между концами рогов крупных быков бывает больше метра. У молодых буйволов роговой «щит» на лбу отсутствует и полностью формируется лишь по достижении возраста 5—6 лет. У коров рога в среднем на 10—20 % меньше, а «щит», как правило, отсутствует. Рога лесных буйволов намного меньше и слабее, чем у саванновых, практически никогда не срастаются и редко достигают длины даже 40 см.
У африканского буйвола очень плохое зрение. Обстановку он оценивает в основном с помощью исключительно тонкого обоняния и в меньшей степени слуха. Голос буйвола слышится довольно редко. В обычной спокойной обстановке зверь лишь ревёт, фыркает или хрюкает, но, будучи раненым или вообще попав в затруднительное положение, мычит подобно домашней корове. Буйволы обладают весьма развитой системой коммуникации — специалисты насчитывают десятки различных голосовых сигналов, означающих самые разные эмоции. Телята в случае опасности жалобно мычат тонким голосом, и при этом звуке стадо сразу спешит на помощь. Важную роль в коммуникации играют движения хвоста, головы и т. д.

## Систематика и подвиды
Африканский буйвол достаточно изменчив, что давало повод выделять в прошлом очень значительное количество подвидов. В XIX веке, до того, как окончательно сложилась современная классификация буйвола, некоторые исследователи выделяли до 90 подвидов.

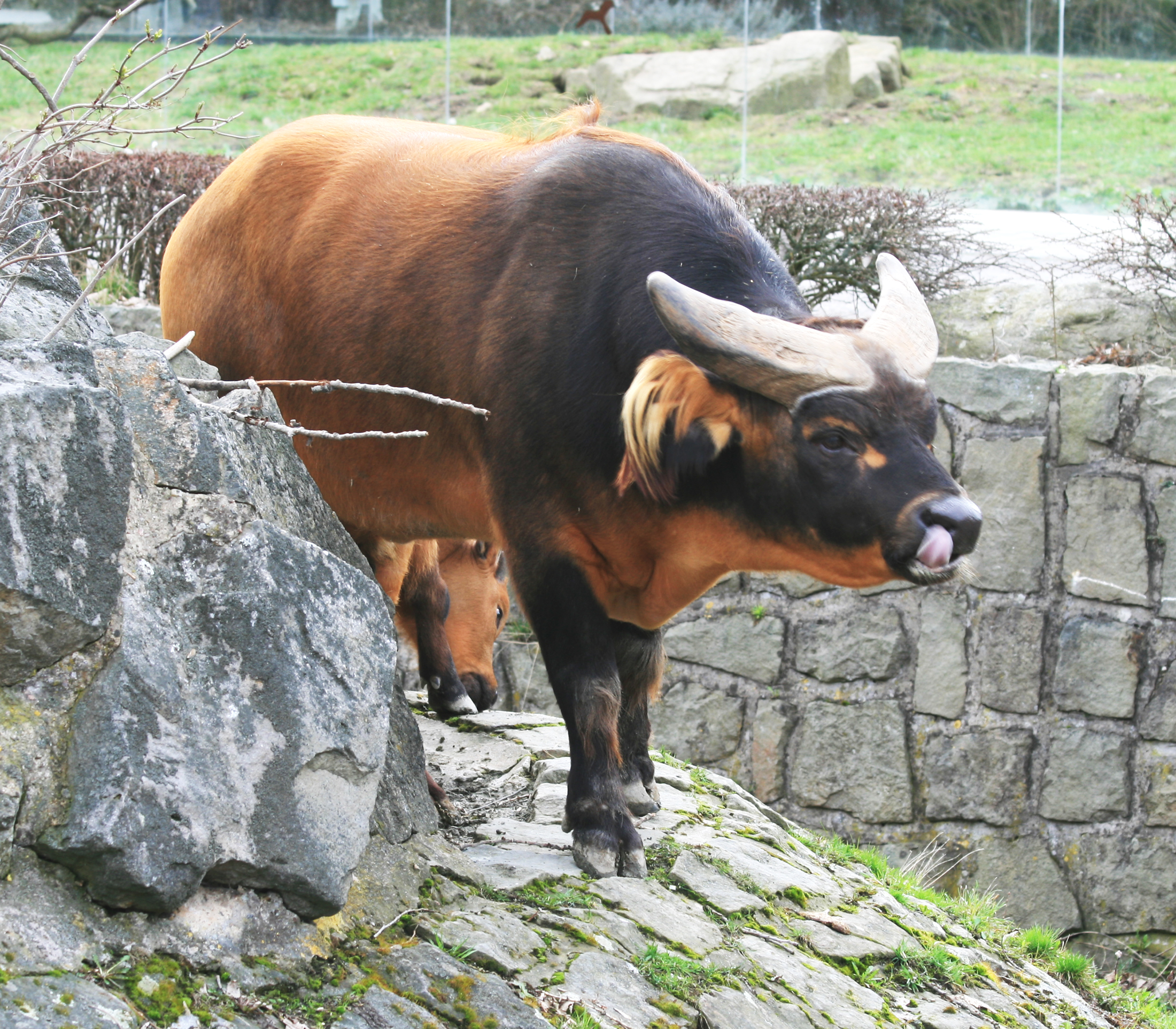
Карликовый буйвол Syncerus caffer nanus в зоопарке в Чехии

В настоящее время считается, что все формы и расы африканского буйвола — это один вид, который образует 4—5 хорошо различимых подвидов:
- Syncerus caffer caffer — типовой подвид, самый крупный. Он свойственен Южной и Восточной Африке. Буйволы этого подвида, проживающие на самом юге континента, отличаются особенно большими размерами и свирепостью — это так называемые капские буйволы (англ. Cape buffalo). Окрас данного подвида самый тёмный, практически чёрный[16][17][18][19][20]
- Syncerus caffer nanus Boddaert, 1785 — Красный буйвол — карликовый подвид (лат. nanus — карликовый). Буйволы этого подвида действительно очень мелкие — высота в холке менее 120 см, а средняя масса около 270 кг. Окрас карликового буйвола рыжий, с более тёмными участками на голове и плечах; шерсть на ушах образует кисточки. Карликовый буйвол распространён в лесных областях Центральной и Западной Африки. Данный подвид настолько отличается от типового, что некоторые исследователи считают его всё-таки отдельным видом S. nanus[21]. Между типовым подвидом и карликовым нередки гибриды[22].
- Syncerus caffer brachyceros, или суданский буйвол, занимающий в морфологическом плане промежуточное положение между двумя упомянутыми подвидами. Обитает в Западной Африке. Размеры его сравнительно небольшие, особенно это касается буйволов, встречающихся в Камеруне, которые весят вдвое меньше южноафриканского подвида (бык массой в 600 кг считается в этих местах уже очень крупным)[23].
- Syncerus caffer aequinoctialis, чей ареал приурочен к Центральной Африке. Он схож с капским буйволом, но несколько мельче, а окрас его светлее[24].
- Syncerus caffer mathewsi, или горный буйвол (этот подвид выделяется не всеми исследователями). Его ареал — горные местности Восточной Африки[25].

Африканский буйвол — единственный современный вид подсемейства быков в Африке. Но в позднем плейстоцене в Африке к северу от Сахары, обитал гигантский длиннорогий буйвол (лат. Pelorovis antiquus), родственный современному. Он отличался очень крупным размером — свыше 2 м в холке — и громадными рогами с размахом почти в три метра. Его вымирание примерно 8—10 тыс. лет назад совпало с общим вымиранием крупных представителей плейстоценовой фауны и произошло, возможно, не без участия человека.

## Распространение и места обитания

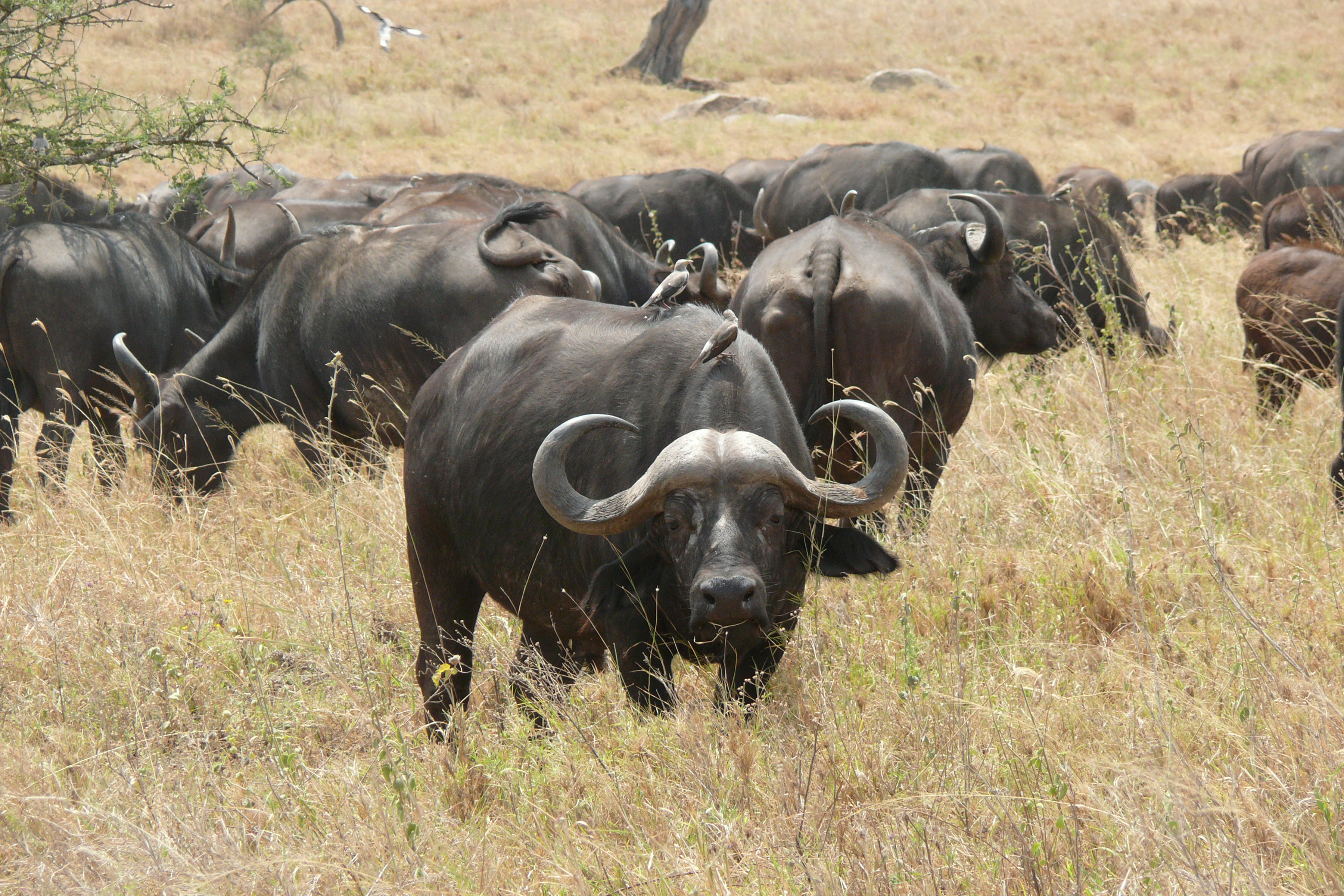
Стадо буйволов в Танзании

Естественная область распространения африканского буйвола очень велика — ещё полтора столетия назад буйвол был обычнейшим животным во всей Африке к югу от Сахары и, по некоторым современным исследованиям, составлял до 35 % биомассы крупных копытных континента. Сейчас он сохранился в сколь-нибудь большом количестве далеко не везде. Лучше он сохранился на юге и востоке Африки, в наименее освоенных человеком местах.
Африканский буйвол приспособился к разнообразнейшим биотопам, от густых тропических лесов до открытых саванн. В горах его можно встретить вплоть до высоты 3000 м. Наиболее многочисленные популяции африканских буйволов обитают в богатых осадками саваннах, где круглогодично есть достаток в воде, травах и кустарниках. Однако везде он тесно связан с водой и вдали от водоёмов не живёт. Он не держится в районах, где выпадает меньше 250 мм осадков в год. В основном ареал буйвола сейчас привязан к заповедникам и другим охраняемым территориям. Только там буйволы образуют стада, насчитывающие сотни животных.
Ареал: Ангола, Бенин, Ботсвана, Буркина-Фасо, Бурунди, Габон, Гана, Гвинея, Гвинея-Бисау, Замбия, Зимбабве, Камерун, Кения, Конго, Либерия, Малави, Мали, Мозамбик, Намибия, Нигер, Нигерия, Руанда, Сенегал, Сьерра-Леоне, Сомали, Судан, Танзания, Того, Уганда, ЦАР, Чад, Кот-д’Ивуар, Экваториальная Гвинея, Эфиопия, ЮАР. Ранее встречались в Гамбии и Эритрее. Реинтродуцированы в Эсватини.

## Образ жизни и поведение
В образе жизни африканского буйвола много черт, роднящих его с индийским. Пасётся он с вечера до рассвета, а день обычно проводит, стоя в тени дерева или лёжа в болотной грязи или в зарослях тростников. Известный британский путешественник XIX века Ф. К. Селус очень точно описал распорядок дня буйвола:
Самые жаркие часы чёрный буйвол лежит смирно и неподвижно на одном и том же месте, причем спит или пережёвывает жвачку; убежищем ему нередко служит лужа или грязная яма, отчего он часто бывает покрыт корой толстой, засохшей грязи. По недостатку такого мягкого и наиболее удовлетворяющего его потребностям ложа он ищет прохладу в чаще леса или в ущелье, чтобы наслаждаться отдыхом без помех, а на открытых равнинах довольствуется тенью какого-нибудь жалкого куста или дерева. Ближе к вечеру он поднимается и с перерывами пасётся до раннего утра, но не со спокойным довольством, подобно другим быкам, а в тревожной торопливости отмахивается от докучливых мух, часто выражает своё раздражение глухим рёвом, подозрительно обнюхивает воздух всегда влажным толстым носом, поводит широкими ушами, украшенными длинными волосами, и сердито бьёт себя по бокам кистью хвоста.
Африканский буйвол не так зависит от наличия водоёмов, как индийский, но вода ему также необходима, поскольку ему требуется ежедневный водопой (если буйвол кормится обычной травой саванны). В день взрослый буйвол выпивает 30—40 литров воды. Существуют наблюдения, что буйволы никогда не отдаляются от воды больше, чем на 4 км.

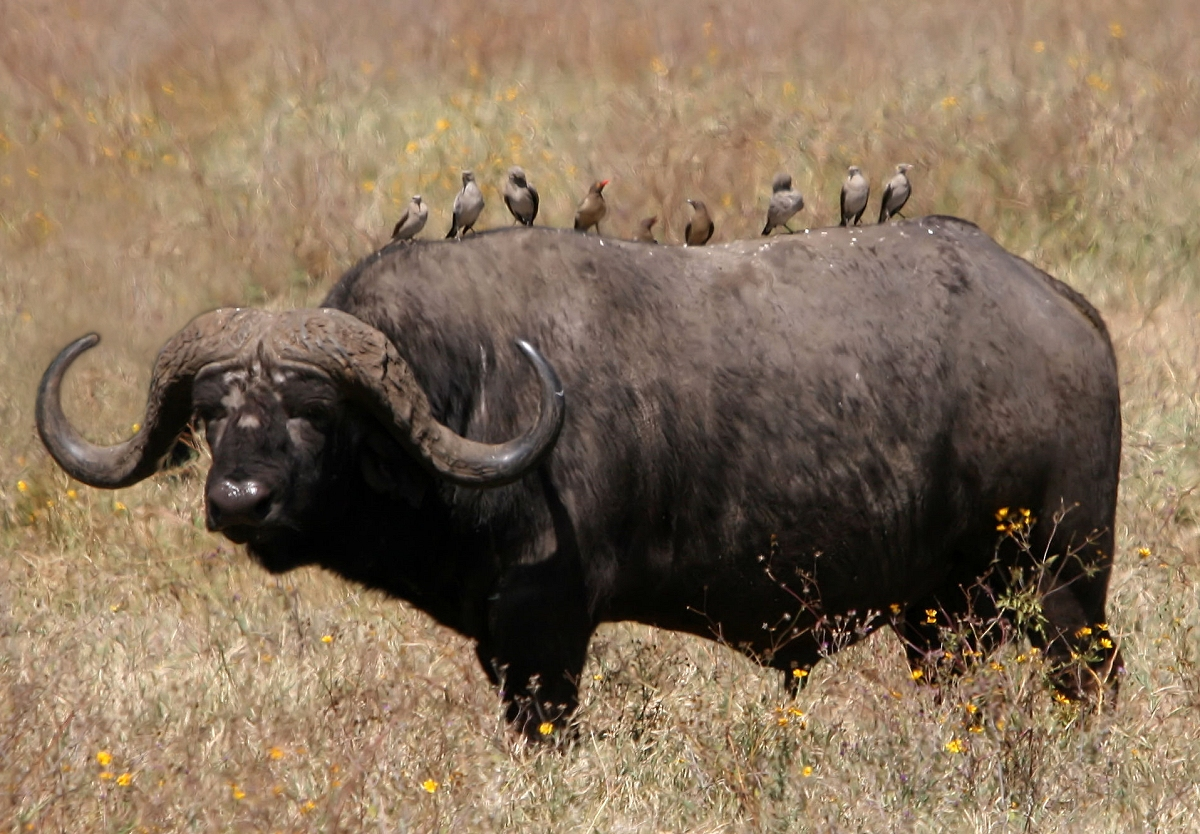
Волоклюи (Buphagus) на спине буйвола; Нгоронгоро

Буйволы — очень осторожные животные. Особенно чутки бывают коровы с телятами, которые почти постоянно настороже и очень редко бывают полностью спокойны. Насторожившийся буйвол принимает характерную позу тревоги, подняв голову и запрокинув рога. В такой момент достаточно малейшего подозрительного звука, чтобы стадо бросилось уходить. Потревоженные буйволы бегут обычно довольно медленно, но в случае серьёзной опасности или в атаке могут развивать очень большую скорость — по некоторым данным, до 57 км/ч.
Шкура буйвола исключительно толстая; особенного развития она достигает на шее и загривке, где её толщина бывает до 2 см, но она часто, особенно у старых особей, покрыта желваками и волдырями от инвазий личинок подкожных оводов, которые массами атакуют буйволов. Буйволы очень страдают также от кровососущих насекомых и особенно клещей, от которых их частично спасают птицы — волоклюи, или буйволовы птицы из семейства скворцовых. Они садятся на спину и бока буйвола и выклёвывают паразитов из его шкуры, при этом на одном звере могут сидеть по 10—12 птичек. Тем не менее, в местах, куда волоклюи не могут добраться и где кожа тонкая (на брюхе, в паху и т. д.) клещи и другие эктопаразиты скапливаются десятками. Спасаясь от паразитов, буйволы, подобно многим другим копытным, валяются в грязи, но даже грязевые ванны не полностью избавляют их от клещей. Некоторые африканские мухи откладывают яйца между рогов буйвола, а также в трещины рогов, при этом выклёвывающиеся личинки внедряются в основания рогов и постепенно их разрушают. Возможно, стремлением избавиться от них вызвано постоянное желание буйволов тереться рогами о ветки.
Буйволы, хотя и держатся около водоёмов, неохотно залезают в глубокую воду. Тем не менее, буйволы хорошо плавают — во время миграций они пересекают очень широкие реки. Вблизи воды рядом с буйволами часто держатся белые цапли. Однако буйволы не любят близости других копытных и практически никогда не допускают, чтобы рядом паслись животные саванны.
Средняя продолжительность жизни африканского буйвола в дикой природе составляет 16-20 лет, в зоопарках — значительно больше, до 29 лет.

### Стадный образ жизни буйволов

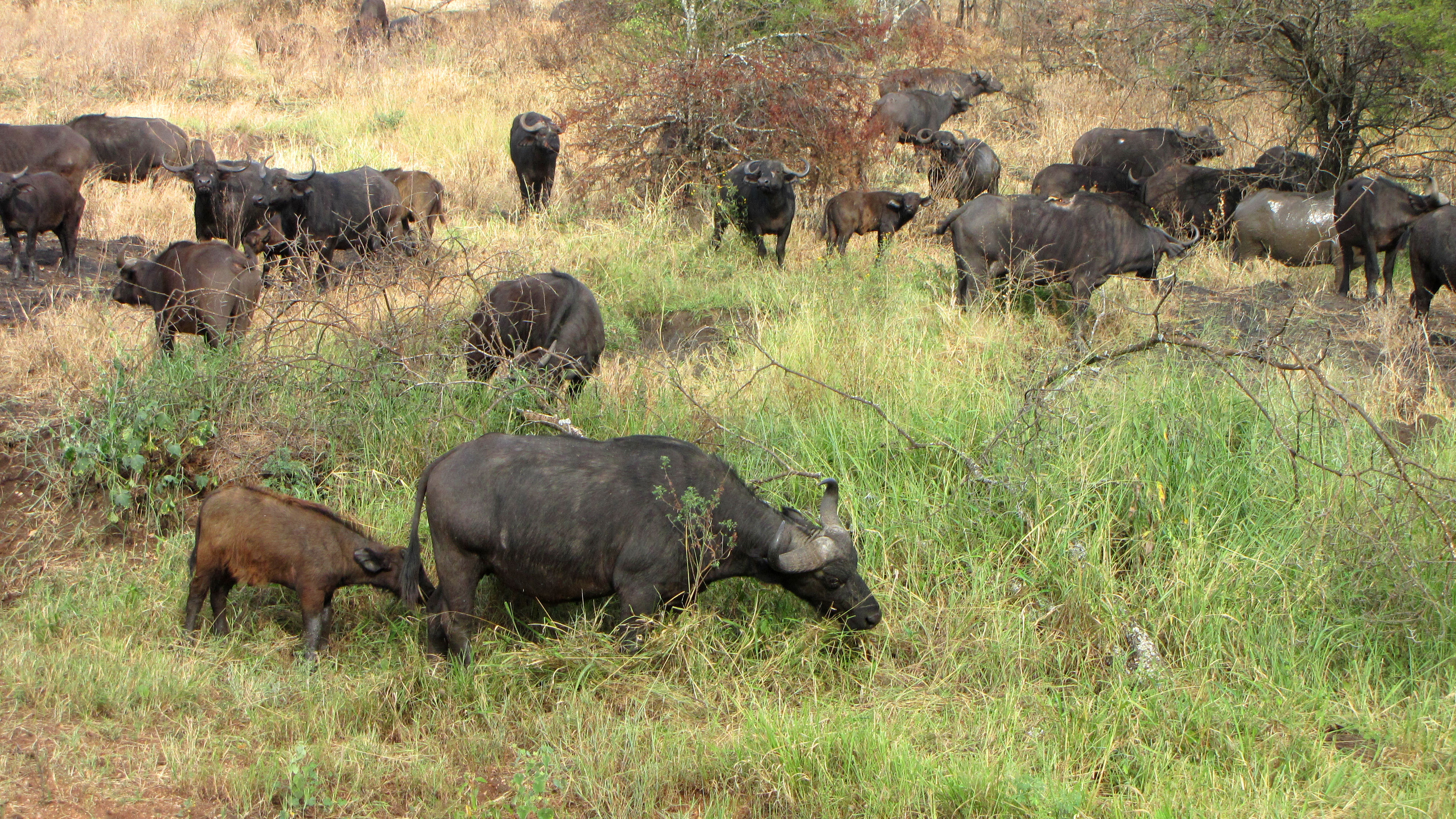
Смешанное стадо буйволов

Африканский буйвол — стадное животное. Обычно встречаются группы по 20—30 животных, которые собираются в стада в засушливый период, но тогда стада могут насчитывать многие сотни животных. У стада буйволов нет какой-то строго определённой территории обитания.
Стада буйволов бывают нескольких типов. Чаще всего встречаются смешанные стада, состоящие как из быков, так и коров с телятами разного возраста. В таком смешанном стаде взрослые животные составляют чуть меньше половины от общего числа особей (39—49 %). Исследования южноафриканских специалистов показали, что эта пропорция меняется с севера на юг страны — в южных районах молодняка больше.
Кроме того, быки сбиваются в отдельные стада двух видов — из особей возрастом 4—5 лет и из старых быков, примерно 12 лет. Если в одном стаде находятся несколько самцов, то между ними часто доходит до поединков, определяющих социальную иерархию. Вообще в стадах, особенно состоящих из быков, всегда соблюдается строгая иерархия.
Когда стадо пасётся и буйволы спокойны, они могут разбредаться довольно далеко друг от друга, но в насторожившемся стаде животные держатся всегда очень плотно, часто касаясь боками один другого. С краю большого стада всегда держатся несколько старых быков и коров, которые внимательно следят за окружающей обстановкой и в случае опасности поднимают тревогу первыми. В оборонительной позиции стадо выстраивается полукругом — быки и старые коровы снаружи, коровы с телятами в середине.
Стадо буйволов — весьма устойчивое образование, которое может существовать в одной местности десятилетиями, как полагают некоторые учёные, даже до 36 лет. В прошлом, когда буйволы были многочисленнее, стада в тысячу голов не были редкостью, а часто встречались стада и в несколько тысяч. Впрочем, и сейчас в ряде мест Африки, в национальных парках и на других охраняемых территориях можно часто встретить стада такого размера. В Кении, в долине реки Кафуэ, средний размер стада буйволов — 450 голов (наблюдатели отмечали в этом районе стада от 19 до 2075 животных).

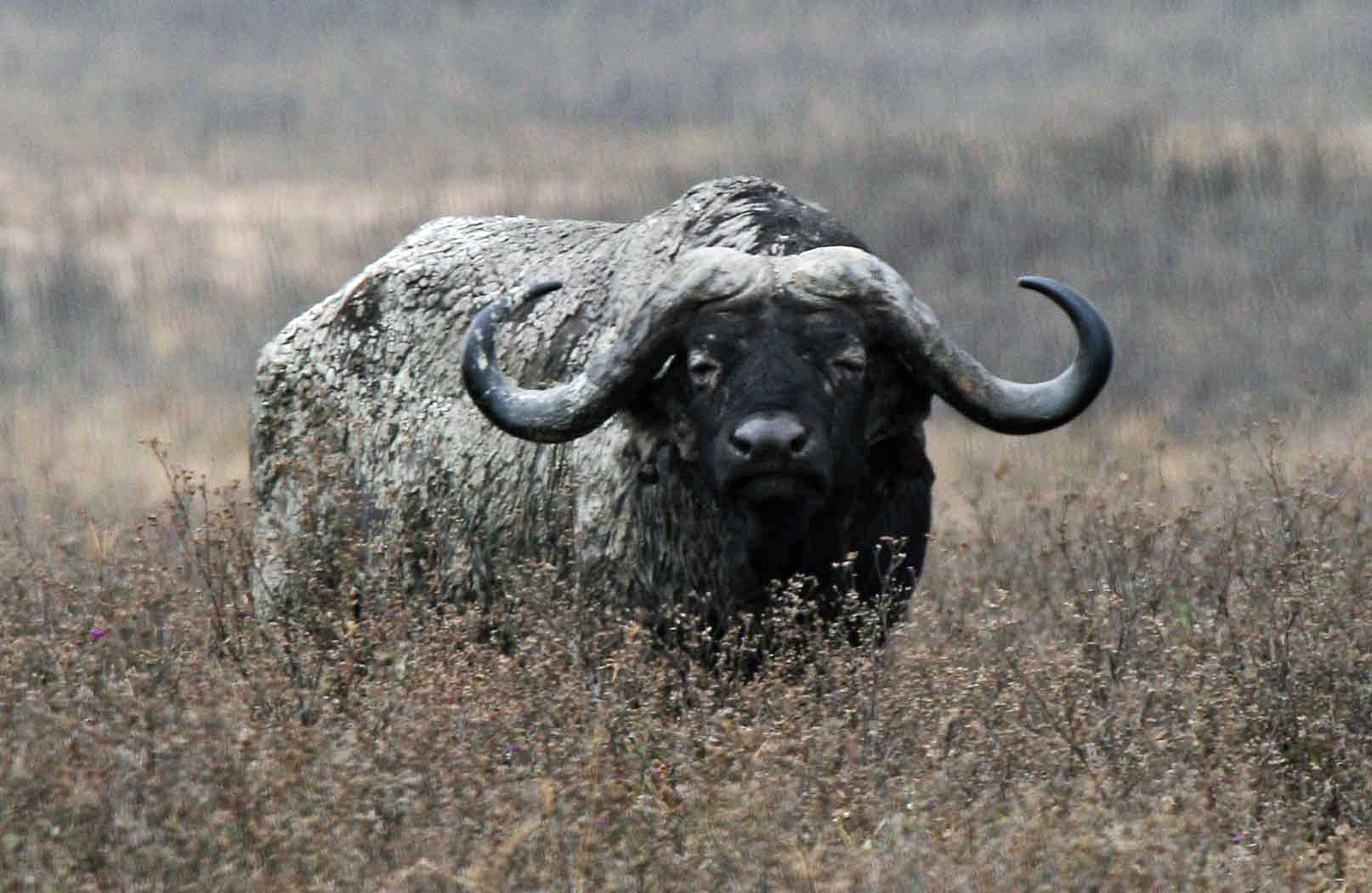
«Дагга-бой» — бык-одиночка (Нгоронгоро)

Очень старые самцы становятся настолько неуживчивыми, что покидают сородичей и держатся в одиночку. Такие одиночные быки обычно имеют очень крупный размер и огромные рога. Они опасны для человека и многих животных саванны, поскольку могут нападать без видимой причины. В Южной Африке таких буйволов называют дагга-бой (англ. Dagga Boy, букв. «парень из дагги», что на южноафриканском диалекте английского языка означает особую грязь в болотах саванны), или мбого (название буйвола на некоторых языках банту, ставшее среди белого населения юга Африки названием лишь для крупных одиночных быков). Одиночки обладают индивидуальным участком, к которому очень привязаны. Они ежедневно отдыхают, пасутся и совершают переходы в строго определённых местах этого участка и покидают его только тогда, когда их начинают беспокоить или ощущается недостаток пищи. При появлении в пределах участка стада посторонних буйволов, одиночка не проявляет агрессивности, а примыкает к нему и даже играет роль вожака. Однако, когда стадо уходит, он снова остается на участке. С началом гона одиночки присоединяются к стадам коров.
Буйволы, обитающие в лесу, образуют небольшие группы, от трёх особей, или стада, численность которых редко превышает 30 голов.

### Питание
Африканский буйвол, как и все представители подсемейства быков, — исключительно растительноядное животное. В день взрослый буйвол потребляет корм, равный по массе примерно 2 % массы тела.
Буйвол в целом весьма разборчив в еде. Ему необходимо наличие большого выбора высоких трав, с большим содержанием клетчатки. При этом предпочтение отдаётся нескольким конкретным видам трав, которые буйвол поедает в течение всего года, переходя на другой корм лишь вынужденно. Кустарниковая растительность составляет примерно 5 % от общего количества поедаемого корма. Буйволы также часто поедают прибрежные растения. Тщательное изучение кормящихся буйволов показало, что наиболее подходящая для корма растительность наряду с близостью воды являются определяющими факторами в выборе места обитания.
Поедая большое количество травы, буйволы играют очень важную роль в экологическом балансе саванны, расчищая место для новых видов растительности и привлекая, таким образом, животных, питающихся этой новой травой.
В отсутствие качественного зелёного корма буйвол очень страдает, теряя массу скорее, чем многие другие африканские копытные в такой же ситуации. Но там, где имеется в достатке подходящий корм и есть вода, буйволы держатся подолгу и кормятся даже днём.

### Размножение

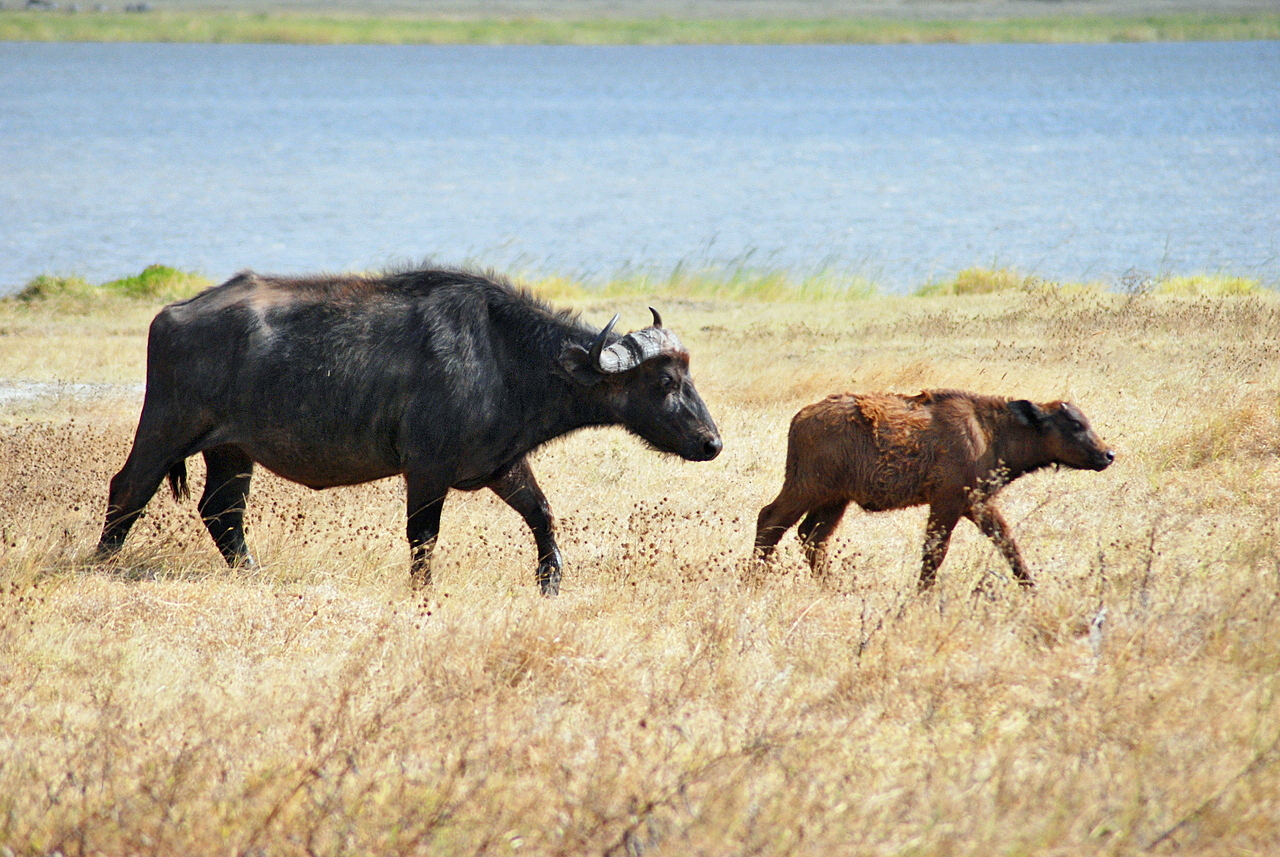
Корова с телёнком в Нгоронгоро

Спаривание у буйволов происходит в марте-мае. Между быками в это время возникают ритуальные поединки за господство в стаде. Внешне бои буйволов выглядят очень эффектно, но дело редко доходит до серьёзных травм. Сначала сходящиеся противники пытаются запугать друг друга, сближаясь с высоко поднятой головой, ревут и фыркают, взрывая землю копытами и останавливаясь на некоторое время в нескольких метрах один от другого. Если такая демонстрация не действует, начинается основная стадия поединка, когда быки с разбегу сталкиваются массивными основаниями рогов. От сильных ударов от рогов порой летят осколки. После нескольких таких ударов признавший себя побеждённым поворачивается и убегает; победитель его, как правило, почти не преследует. В период гона бык очень свиреп. Он часто, в отсутствие противника, вымещает ярость даже на деревьях или кустах.
Беременность длится в среднем 10—11 месяцев; для капского буйвола указывается средний срок в 340 дней, для карликового подвида от 300 до 345 дней. Массовый отёл, когда коровы уединяются от общего стада, падает на конец сухого периода и начало периода дождей — например, в известном национальном парке Серенгети, где обитает хорошо изученная популяция буйволов, это июнь-июль. Впрочем, срок отёла сильно разнится в зависимости от местности — он часто происходит в феврале-апреле. Обычно рождается один телёнок, покрытый рыжевато-коричневой шерстью, у лесных буйволов часто красно-рыжей. Такая окраска хорошо маскирует буйволёнка на фоне оранжевой почвы африканских саванн и лесов. Двойни исключительно редки. Новорожденный весит около 40 кг, хотя у капских буйволов не редкость и 50—60-килограммовые телята. Через 15 минут новорожденный уже в состоянии следовать за матерью.
Теленок сосёт мать около полугода. В первые дни жизни он выпивает до 5 литров молока в сутки. Попытки щипать траву он начинает делать в месячном возрасте.
Коровы достигают половой зрелости в 3 года, но первый телёнок появляется обычно у 5-летних. Затем, как правило, корова приносит телят ежегодно. Несмотря на то, что буйволицы постоянно охраняют телят, смертность молодняка достаточно высока — лишь 20 % буйволят доживают до половой зрелости.
Молодые самцы остаются возле матери по одним данным, около двух лет, по другим данным — четырёх, после чего покидают материнское стадо. Самки же, как правило, навсегда остаются в стаде, в котором они родились. Буйволёнок растёт быстро, но полной массы взрослого животного достигает лишь к 10 годам.

### Естественные враги буйвола

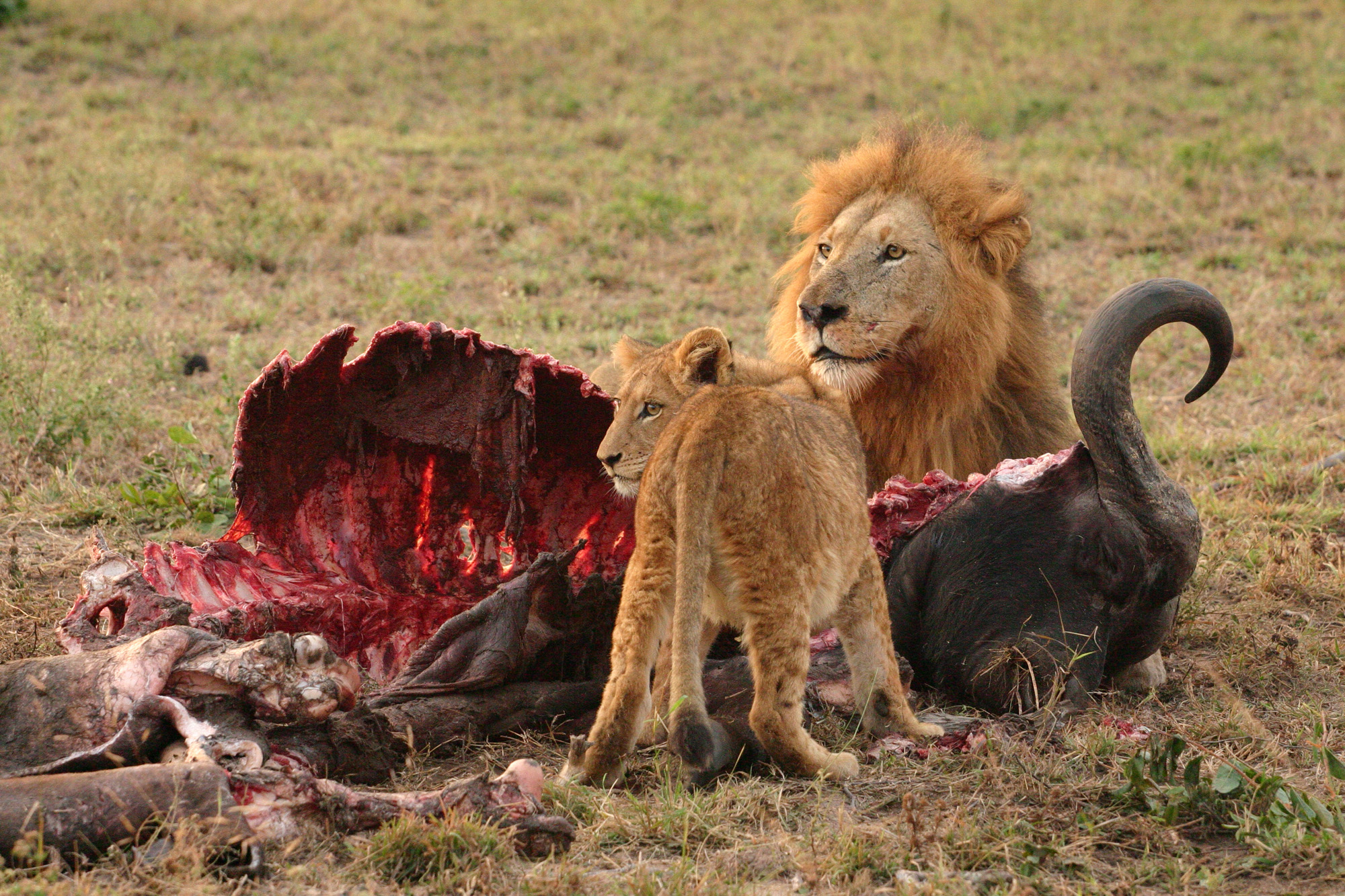
Львы, пожирающие буйвола, ЮАР

Врагов у буйволов в природе немного, поскольку из-за больших размеров и огромной силы взрослый буйвол — непосильная добыча для большинства хищников. Коровы и телята, однако, часто становятся добычей львов, которые наносят значительный урон стадам буйволов, нападая целым прайдом. Советские исследователи сообщали, что из трёх случаев, когда им приходилось видеть львов за едой, в двух жертвой оказался буйвол. Но на взрослых крупных быков, а тем более малыми силами, львы нападать не решаются.
Отбившиеся от стада телята и ослабленные животные могут становиться добычей других крупных хищников, таких, как леопард или пятнистая гиена. Изредка буйволов на водопое и при пересечении рек хватают крупные нильские крокодилы.
При защите от врагов буйволы обычно проявляют взаимовыручку и действуют дружными группами. Описано много случаев, когда буйволы не только отгоняли львов от стада, но даже убивали их. Любопытно, что буйволам свойственно чувство взаимопомощи, хорошо заметное при нападении врагов. Бельгийский зоолог наблюдал, как два быка старались поднять на ноги рогами смертельно раненого собрата, побуждаемые к этому его предсмертным мычанием. Когда это не удалось, оба стремительно атаковали охотника, которому едва удалось спастись.
Помимо урона от хищников, буйволы сильно страдают от различных болезней и паразитарных инвазий. От гельминтов гибнет много молодняка. Очень распространена среди буйволов заражённость жгутиковыми микроорганизмами, паразитирующими в кровяном русле. Южноафриканские учёные, исследовавшие молодых буйволят, нашли у всех без исключения обследованных телят в крови простейшее Theileria parva — возбудителя опаснейших заболеваний копытных.

## Состояние популяции и угрозы

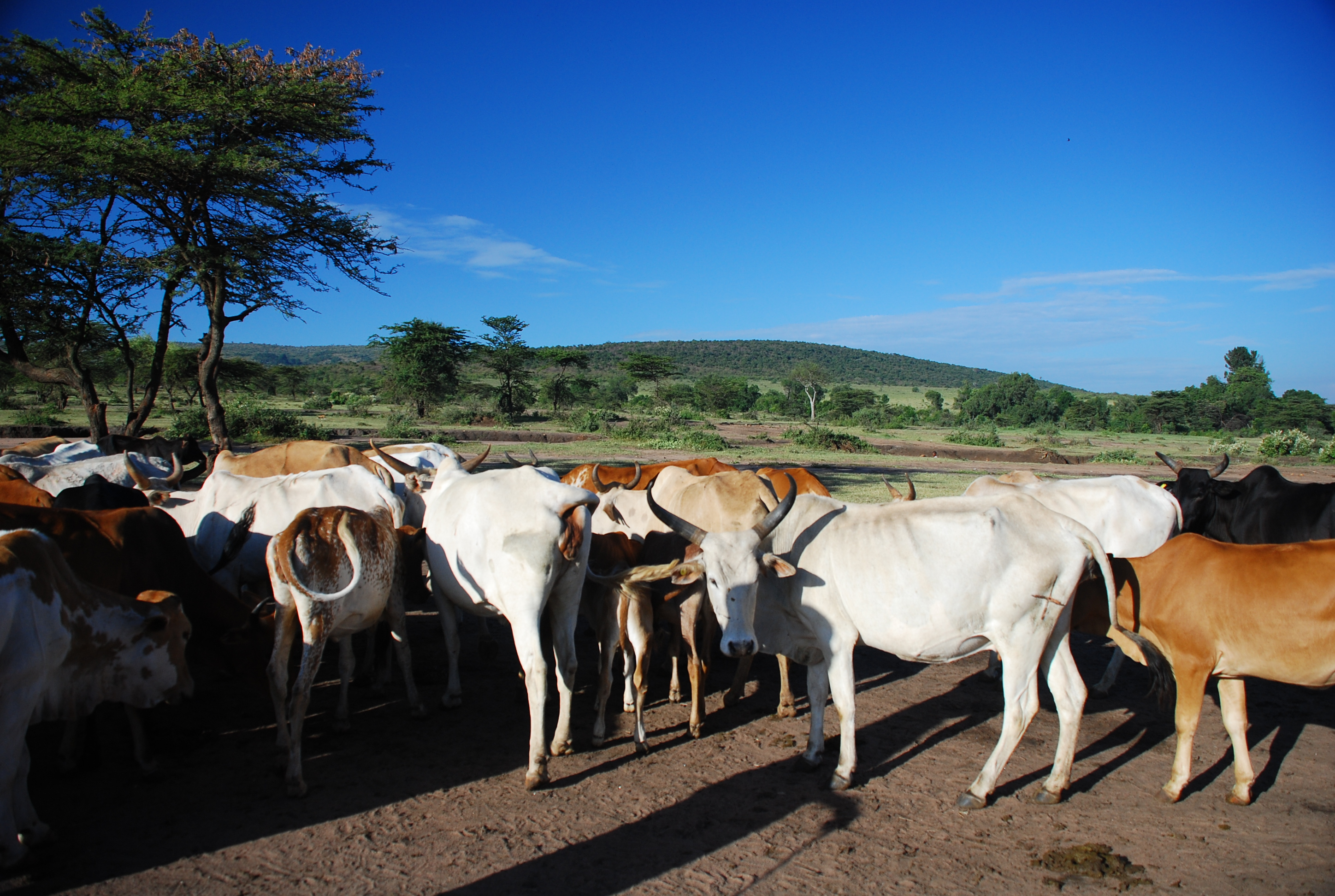
Домашний скот постепенно вытесняет буйволов с исконных мест обитания (коровы народа масаев, Кения)

Африканский буйвол не избежал общей участи крупных африканских копытных, которые были сильно выбиты в XIX — первой половине XX века из-за бесконтрольного отстрела. Однако поголовье буйволов пострадало значительно меньше, чем, например, слонов — возможно потому, что при сложности и опасности охоты буйвол не представляет коммерческой ценности (в отличие от того же слона с ценными бивнями или носорога с ценным рогом). Поэтому численность буйволов осталась достаточно высокой. Гораздо большие опустошения среди буйволов произвели эпизоотии чумы рогатого скота, завезенной в Африку в конце XIX века со скотом белых поселенцев. Первые вспышки этой болезни среди буйволов отмечены в 1890 году.
Буйвол в настоящее время, хотя и исчез во многих местах своего прежнего обитания, местами ещё многочислен. Общее количество буйволов всех подвидов в Африке оценивается примерно в миллион голов. Состояние популяции, согласно оценкам Международного союза охраны природы, «находится под небольшой угрозой, но зависит от охранных мер» (англ. Lower risk, conservation dependent).
В ряде мест Африки на охраняемых территориях обитают стабильные и устойчивые популяции буйволов. Много буйволов в таких известных заповедниках, как Серенгети и Нгоронгоро (Танзания) и национальный парк им. Крюгера (ЮАР). Большие стада буйволов встречаются в Замбии, в заповедниках в долине реки Луангва.
Вне заповедников серьёзнейшая угроза для буйвола — разрушение среды обитания. Буйволы совершенно не переносят культурный ландшафт и стараются держаться подальше от сельскохозяйственных угодий, поэтому распашка и освоение земель, неизбежные при постоянном росте населения Африки, крайне негативно влияют на численность буйволов.
Много буйволов содержится в зоопарках по всему миру. Они неплохо размножаются в неволе, но содержание их довольно сложно — буйволы в зоопарке порой очень агрессивны. Отмечены случаи, когда в зоопарке драки буйволов приводили к смертельному исходу.

## Буйвол и человек

### Буйвол и антропогенное воздействие

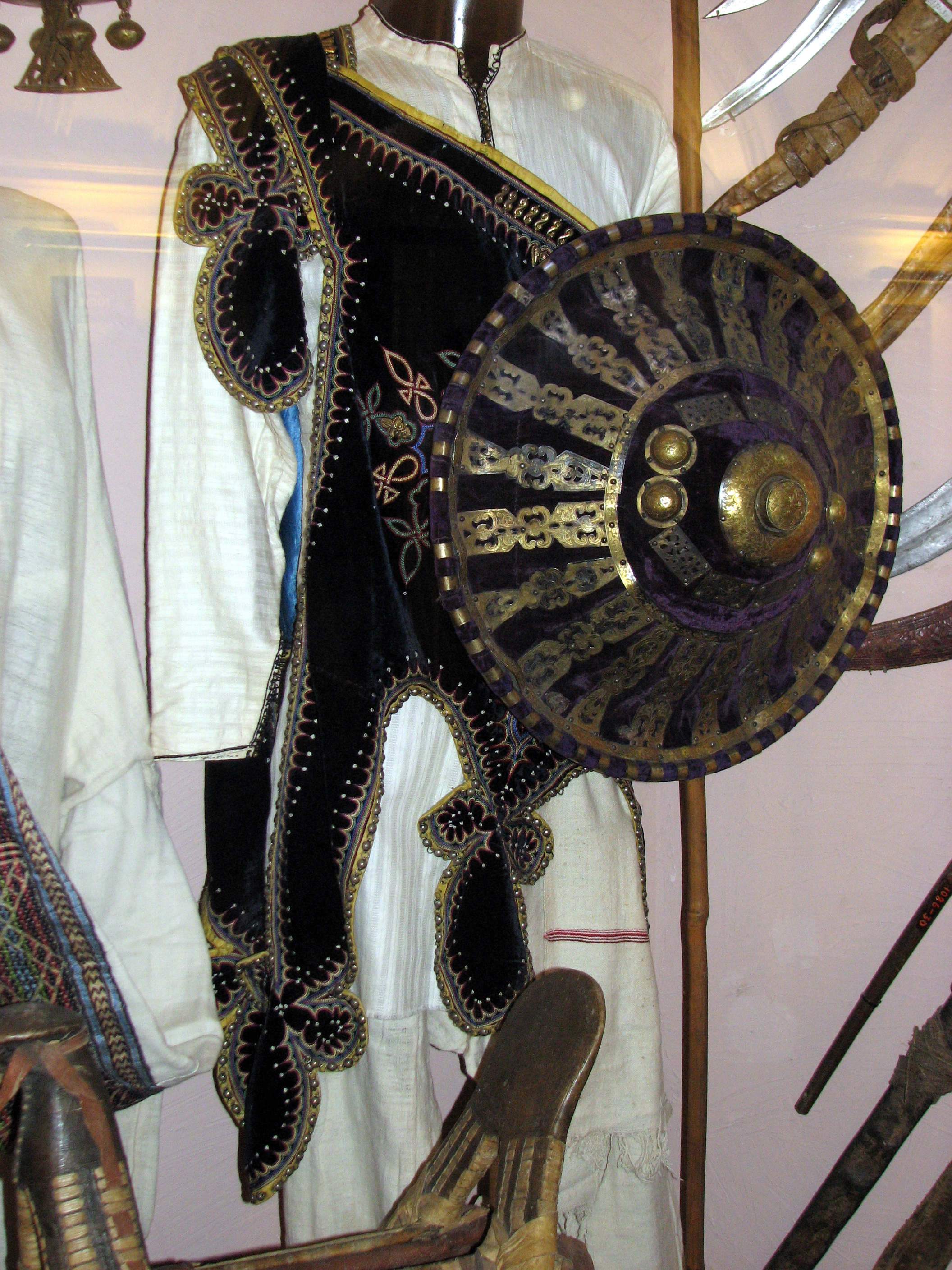
Церемониальный эфиопский щит с отделкой из шкуры буйвола (Санкт-Петербург, Кунсткамера)

Буйволы часто попадают под негативное воздействие человека и антропогенных факторов даже в заповедниках. Так, в Серенгети, который славился обилием буйволов, с 1969 по 1990 год их поголовье из-за болезней, занесённых крупным рогатым скотом, и браконьерства сократилось с 65 до 16 тыс. Сейчас, правда, популяция там стабильна. В парке им. Крюгера туберкулёз крупного рогатого скота в 1990-е годы также нанёс большой урон буйволам. Сейчас в ряде мест ЮАР буйволы стали естественными хозяевами этой инфекции — около 16 % буйволов являются её носителями.
В отличие от индийского буйвола, который стал основным сельскохозяйственным животным во многих странах Азии, африканский крайне трудно поддаётся одомашниванию из-за своего неуживчивого злобного нрава и непредсказуемого поведения. Он никогда не был одомашнен ни одним из африканских народов, хотя известны попытки его одомашнивания европейскими учёными. По некоторым сведениям, телята, пойманные в возрасте 1—3 месяца, легко приручаются. Кроме того, европейским специалистам в Африке удавалось проводить исследования буйволов, содержавшихся в полудомашних условиях. Так, было выяснено, что запряжённый в повозку буйвол способен тащить груз в четыре раза более тяжёлый, чем домашний бык такой же массы. Один из первых африканских буйволов, попавших в Европу, быстро привык к человеку и проявлял добродушный и покладистый нрав; он хорошо ладил с другими копытными. Интересно, что он был вскормлен домашней коровой.
Несмотря на то, что буйволы избегают близости человека, в ряде мест Африки ситуация такова, что они волей-неволей оказываются поблизости от жилья и тогда возможны потравы посевов и даже снос буйволами изгородей. В таких случаях местные жители часто уничтожают буйволов как вредителей.
Там, где буйволов много, местное население относится к ним с большой опаской — из-за буйволов в Африке погибло людей больше, чем от львов и леопардов. По этому показателю буйвол стоит на третьем месте после крокодила и бегемота.
Африканцы испокон веков охотились на буйвола ради мяса и кожи, но, в отсутствие огнестрельного оружия, туземное население не могло существенно подорвать численность этого зверя. Шкуры буйволов, выделанные соответствующим образом, ценились у многих племён как хороший материал для щитов.
Народ масаев, не признающий мяса большинства диких животных, делает для буйвола исключение, считая его родственником домашней коровы. Браконьерская добыча буйволов достаточно распространена, поскольку в неблагополучных африканских странах государство часто не в состоянии наладить природоохранные мероприятия.

### Буйвол как объект спортивнойохоты

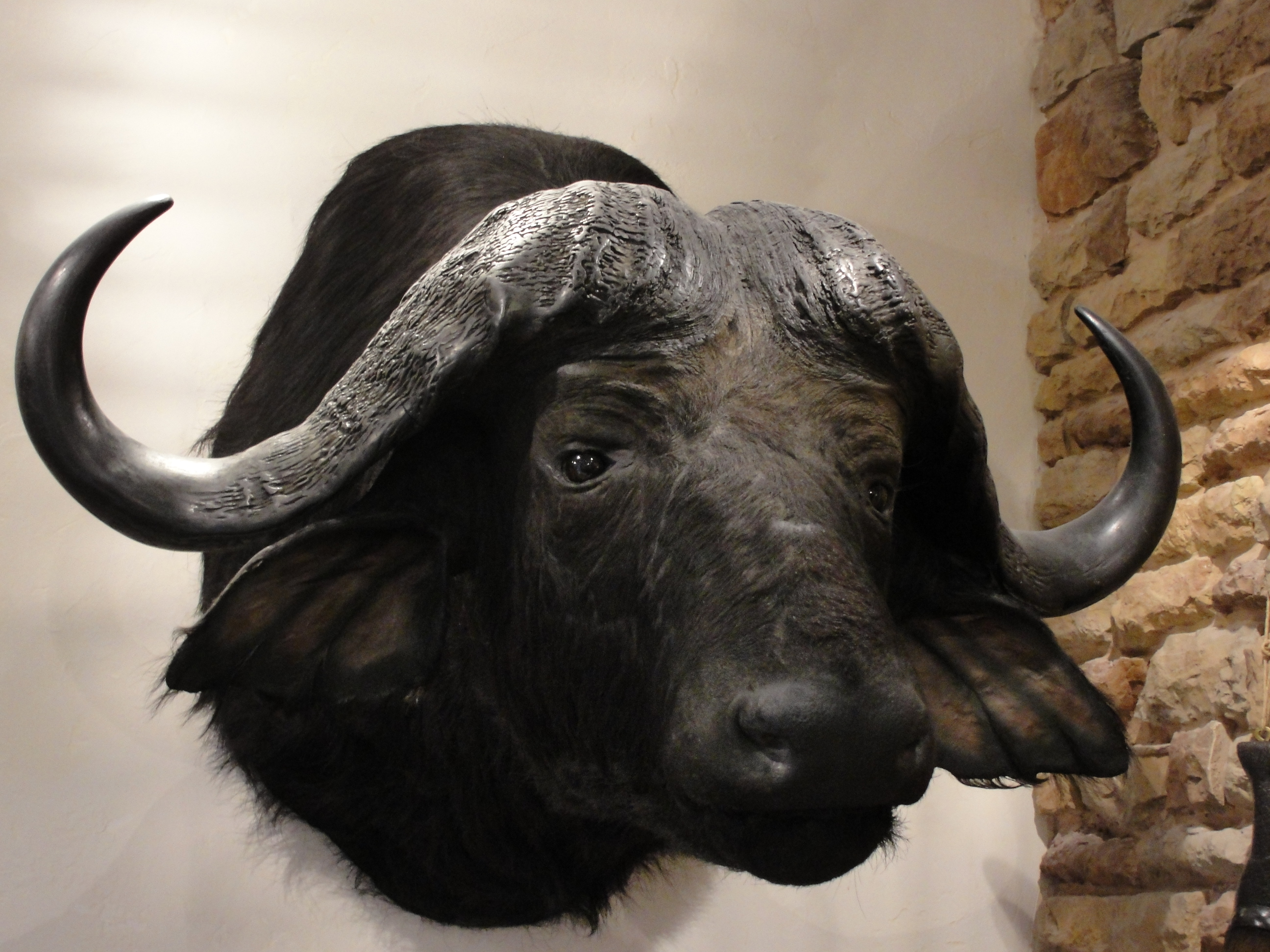
Буйвол по сей день остаётся важным охотничьим зверем

В настоящее время охота на буйволов в Африке строго регламентирована, хотя разрешена практически повсеместно, где обитают эти звери. Африканский буйвол из-за крупных размеров и свирепости относится к наиболее почётным охотничьим трофеям. Он входит (наряду со слоном, носорогом, львом и леопардом) в так называемую «большую пятёрку» наиболее престижных трофейных зверей Африки.
При этом африканский буйвол бесспорно является наиболее опасным из всех представителей «пятёрки», не исключая даже слона или льва. Даже невредимый взрослый бык, завидев человека с ружьём, часто атакует первым, не дожидаясь выстрела, а раненый — переходит в нападение во всех случаях без исключения. Раненый буйвол исключительно опасен. Он не только обладает огромной силой, из-за чего остаться живым после нападения буйвола почти невозможно, но ещё и очень хитёр. Нередко преследуемый буйвол делает в зарослях крюк и затаивается, ожидая охотников, на собственном следе. Поэтому преследование буйвола в зарослях требует высокой сноровки следопытов, а охотник должен обладать хорошей реакцией и присутствием духа, поскольку времени на выстрел может практически не остаться.

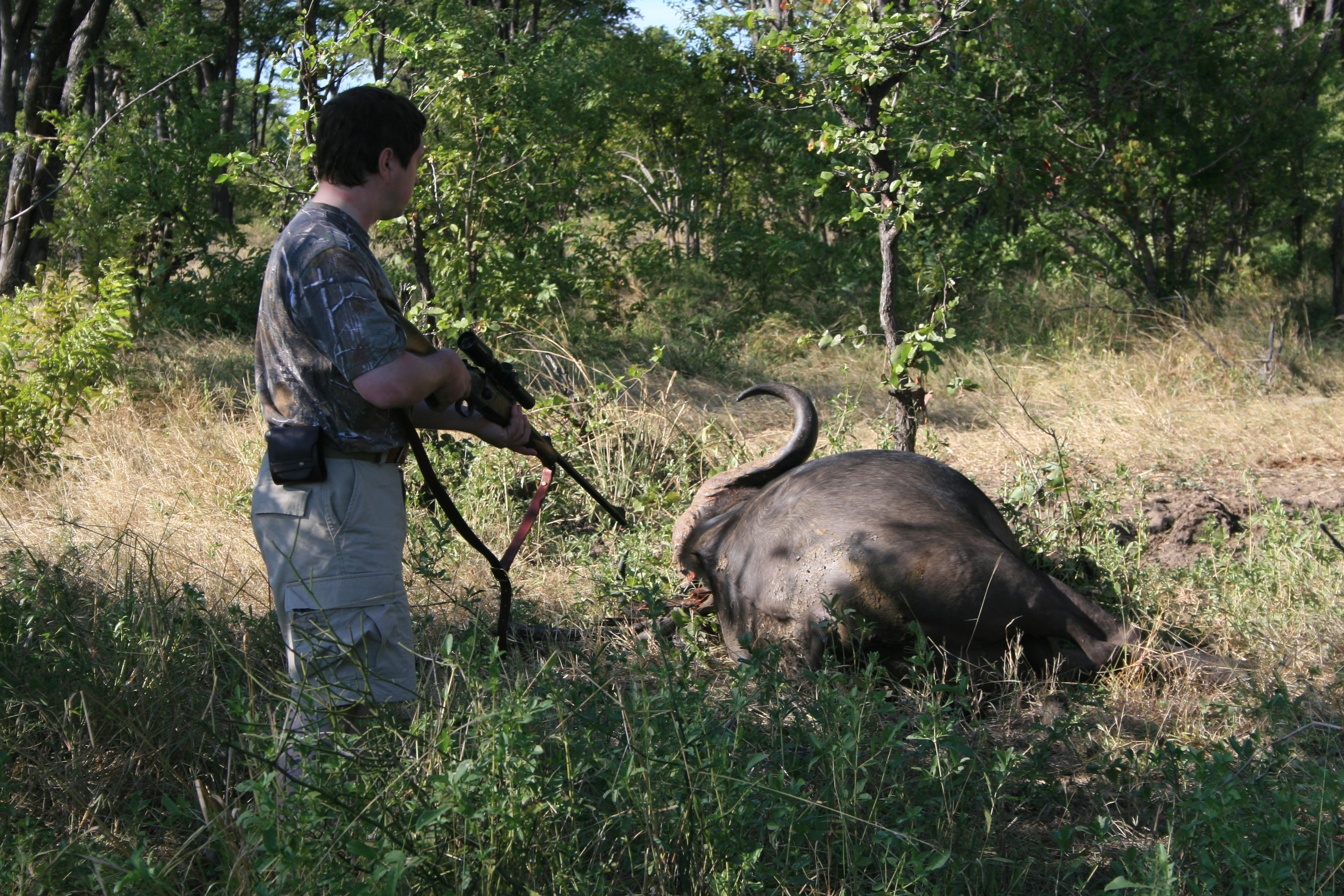
К упавшему буйволу надо подходить очень осторожно, обязательно держа оружие наготове

Известный охотник-профессионал Роберт Руарк так отзывался о буйволах:
Мне доводилось неоднократно успешно охотиться на мбого, и хотя его рог ни разу не пронзал мою плоть, чувство страха, вызываемое им, с годами не становилось меньше. Он огромен, уродлив, злобен, жесток и коварен. Особенно когда он в ярости. А когда он ранен, его ярость не знает границ. Никакая другая охота, даже охота на слона, не может сравниться с ней по силе страсти и эмоциональному накалу…
Бегущий мбого способен опередить курьерский поезд, но в то же время может остановиться на месте как вкопанный или развернуться буквально на пятачке… Его череп не уступает по прочности броне, а внушающие ужас бритвенно острые огромные рога напоминают копья. Его рога идеально подходят для нанесения смертельного удара, одним взмахом головы он может распороть человека от живота до шеи. Особое удовлетворение он получает от танца — танца смерти на теле поверженной жертвы, и от того, кто стал невольным помостом для этого танца победителя, не остаётся ровным счётом ничего, кроме кусков разорванной плоти, втоптанных в землю, политую его же собственной кровью.
Обычный способ охоты на буйволов — скрадывание пасущегося стада. Буйвол видит плохо, но обладает превосходным обонянием, поэтому при подходе к стаду необходимо тщательно следить за направлением ветра. Обычно по краю стада держатся так называемые дежурные буйволы, постоянно следящие за окружающей обстановкой, и если хотя бы один из них почует человека, охота может сорваться. Можно также подкарауливать буйволов по утрам у водопоя.
Стрельба по буйволам, особенно капскому подвиду, требует мощного оружия, с высокой останавливающей способностью пули. Везде, где разрешена охота на «большую пятёрку», минимальный калибр оружия для этого прописан в законодательном порядке — это или .375 Н&Н Magnum, или его аналог 9,3×64 мм. Эти калибры вполне подходят для стрельбы по среднему буйволу, но если речь идёт о крупных быках, то по возможности лучше применять более тяжёлый калибр с массой пули 23—32 г и энергией 6—7 кДж (.416 Rigby, .458 Lott, .470 Nitro Express и т. д.).
Трофеем считаются рога буйвола — чем больше расстояние между их концами, тем ценнее трофей (обычный показатель, традиционно выражаемый в дюймах, — 38—40, а 50 дюймов считается уже превосходным результатом). Но при этом учитывается также общая длина рогов, которая может превышать 2,5 м, толщина оснований рогов и их форма. Обычная цена добычи буйвола — несколько (до 25—30) тыс. долл. за голову, причём часто цена зависит от размера рогов добытого зверя.

### Африканский буйвол в культуре

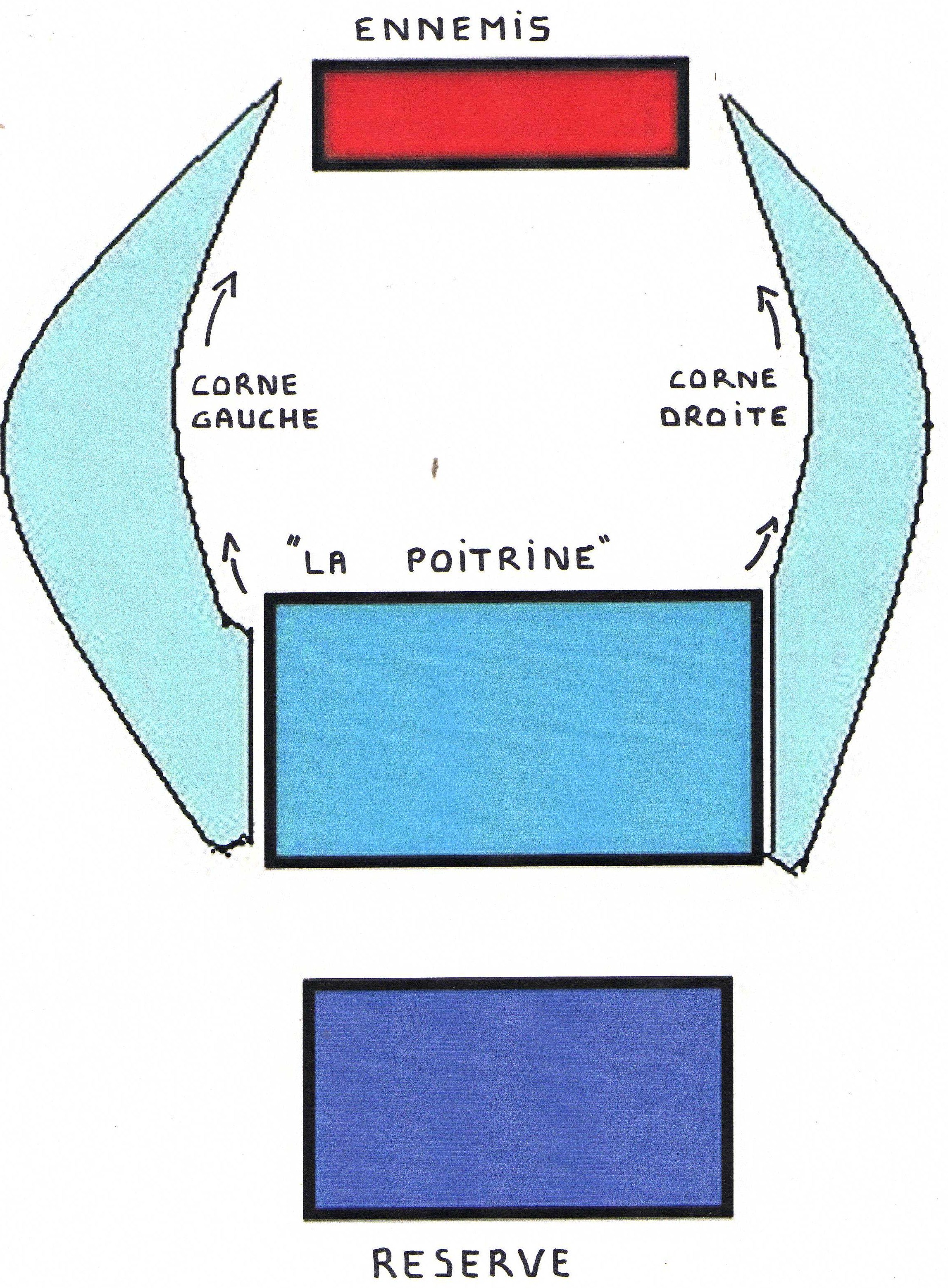
Схема боевого построения наступающей зулусской армии «рога буйвола» (противник обозначен красным)

Буйволу отведено важное место в фольклоре многих народов Африки. У большинства народов, знакомых с буйволом, он олицетворяет силу и мужество. Буйвол — одно из тотемных животных у африканских племён. Наряду со слоном, носорогом и леопардом, он входит в четвёрку сакральных животных, изображаемых в обрядовых плясках переодетыми танцорами восточноафриканского племени ланго. 
Боевой порядок зулусской армии после реформ короля Чаки, проведённых в первой трети XIX века, в наступлении строился по образу нападающего буйвола; эта тактика так и называлась — «рога буйвола» (зулу izimpondo zankhomo). Действующая армия разделялась на три части:
- «Рога» (соответственно, правый и левый), охватывавшие противника с фланга. В эти полки обычно ставили молодых, неопытных воинов.
- «Грудь» была основной ударной силой, осуществлявшей фронтальное нападение.
- «Туловище», в которое входили полки, предназначенные для добивания противника. В них служили главным образом ветераны. Иногда к «туловищу» придавались «бёдра» — дополнительные резервные отряды.

Именно такой боевой порядок принёс зулусскому королевству успех в сражениях с окружавшими народами и даже позволил одержать победу над британским отрядом при Исандлване 22 января 1879 года.
Европейцев, сталкивавшихся с буйволами, поражала их сила и ярость. Почти в каждом приключенческом произведении авторов XIX— начала XX века (Томаса Майн Рида, Луи Буссенара и т. п.), писавших об Африке, герои попадали в опасное положение при нападении буйвола. Во многих случаях свирепость буйвола была спровоцирована и сильно преувеличивалась.

Разъярённое животное напало так стремительно, что бык, на котором ехал один из макололо, не успел посторониться, и седок поспешно соскочил с него… Кинувшись к быку, буйвол вонзил ему между рёбрами длинный рог, скинул с его спины седло и свалил его на землю; тот остался недвижим, словно сраженный топором мясника. А тут внимание буйвола было снова отвлечено… — на него набросились собаки. Три или четыре пса упрямо нападали на него, ловко увёртываясь от рогов и копыт, пока наконец буйвол не сшиб одну из собак, пытавшуюся вцепиться ему в морду, и не наступил на неё копытом. Те, кто видел эту сцену, воочию убедились в мстительности африканского буйвола.
— Томас Майн Рид, «Охотники за жирафами»
Описание буйволов и охоты на них занимают важное место во многих произведениях Эрнеста Хемингуэя, например, в рассказе «Недолгое счастье Френсиса Макомбера».